# الرقابة في البحرين
تعتبر مملكة البحرين «غير حرة» من حيث الحرية وحرية الصحافة من قبل دار الحرية. صنف مؤشر حرية الصحافة العالمي لعام 2016 من قبل منظمة مراسلون بلا حدود البحرين في المركز 162 من بين 180 دولة.
البحرين نظامها ملكي دستوري تقوده عائلة آل خليفة. انتقدت العديد من المنظمات الرقابة على المعلومات وقمع شعبها وأصبحت سيئة السمعة لسجن الصحفيين.

## القوانين الدستورية المتعلقة بالرقابة
يحدد دستور البحرين حريات التعبير والصحافة والاتصالات في المواد 23-26.
تنص المادة 23 على أن حرية الرأي والبحث العلمي مكفولة ولكل إنسان حق التعبير عن رأيه ونشره بالقول أو الكتابة أو غيرهما وذلك وفقـًا للشروط والأوضاع التي يبينها القانون مع عدم المساس بأسس العقيدة الإسلامية ووحدة الشعب وبما لا يثير الفرقة أو الطائفية.
تنص المادة 24 على أن «حرية الصحافة والطباعة والنشر مكفولة وفقـًا للشروط والأوضاع التي يبينها القانون».
تنص المادة 26 على أن «حرية المراسلة البريدية والبرقية والهاتفية والإلكترونية مصونة وسريتها مكفولة فلا يجوز مراقبة المراسلات أو إفشاء سريتها إلا في الضرورات التي يبينها القانون ووفقـًا للإجراءات والضمانات المنصوص عليها فيه».
يرى العديد من الصحفيين أن هذه البنود مفتوحة ويمكن تفسيرها تعسفا من قبل المسؤولين البحرينيين. تدعي مصادر مختلفة أن هذه الحقوق لا تدعم في الممارسة العملية.

## المواضيع الخاضعة للرقابة

### المعارضة
منذ عام 2011 وقعت موجة من الاحتجاجات ضد النظام الحالي كجزء من الربيع العربي. قوبلت هذه الاحتجاجات للحكومة بزيادة القمع وتدابير الرقابة الأشد صرامة للمعارضين.
قال مصدر واحد أن السلطات «عقدت محاكمات سرية حيث حكم على المتظاهرين بالإعدام واعتقلت كبار السياسيين المعارضين الرئيسيين والممرضات والسجناء المسجونين الذين عالجوا المتظاهرين المصابين واستولوا على نظام الرعاية الصحية التي كان يديرها الشيعة في المقام الأول وسرحت 1000 مهني شيعي وألغت المعاشات التقاعدية واحتجزت الطلاب والمعلمين الذين شاركوا في الاحتجاجات وضربوا واعتقلوا الصحفيين وأجبروا على إغلاق صحيفة المعارضة الوحيدة».
تشمل التكتيكات القمعية الأخرى التي تنتهجها الحكومة ضد الشخصيات والناشطين والصحفيين المعارضين الاعتقالات والتعذيب وإسقاط الجنسية.

### مواضيع أخرى
بصرف النظر عن قمع أي مشاعر مناهضة للحكومة فإن المسائل المتعلقة بحقوق الإنسان تخضع لرقابة شديدة. كما يحظر الترويج للكراهية أو المقامرة أو المواد الإباحية من المواقع الإلكترونية ووسائل الإعلام.

## منافذ الرقابة

### الصحافة
تتأثر جميع الصحف الرئيسية في البحرين بشكل كبير من قبل الحكومة. الصحيفة الوحيدة التي ينظر إليها على أنها خارجة عن نفوذ الحكومة هي الوسط الذي هوجم مقره حشد من المؤيدين للحكومة يحملون السكاكين والهراوات. من ناحية أخرى يزعم أن وسائل الإعلام الموالية للحكومة تشارك في تقديم معلومات مضللة. وفقا لتقرير صادر عن هيئة مراقبة البحرين فقد حدثت 25 حالة من التضليل بين عامي 2011 و 2014. تحدث الرقابة الذاتية داخل وسائل الإعلام حيث تعمد العديد من الصحف عدم تغطية المواضيع السياسية أو المثيرة للجدل.
انتقد قانون الصحافة والنشر لعام 2002 بشدة باعتباره قمعيا. يحظر القانون أي منشورات ضد النظام في السلطة أو ينأى عن الدين الرسمي للدولة أو ينتهك الأخلاق أو يعرض السلام العام للخطر. يرى العديد من الصحفيين البحرينيين أن هذه اللغة يمكن تفسيرها تعسفا.

### الإنترنت
تحتفظ الحكومة بالسيطرة على الإنترنت عن طريق مطالبة جميع المواقع بالتسجيل في هيئة شؤون الإعلام. يخضع مقدمو خدمات الإنترنت للرقابة غير المباشرة من خلال هيئة تنظيم الاتصالات تحت ذريعة المساعدة في حماية الملكية الفكرية. يتطلب قرار صادر عن وزارة الثقافة والإعلام في يناير 2009 من جميع مقدمي خدمات الإنترنت تثبيت برنامج حاسوبي لحجب المواقع على الإنترنت تختاره الوزارة. يمكن لهيئة شؤون الإعلام ووزارات أخرى داخل الحكومة أن تقرر منع بعض المواقع ثم يتم فرضها من قبل مزود خدمة الإنترنت.
عادة ما تقوم الهيئة بوضع المادتين 19 و 20 من قوانين ولوائح الصحافة في البحرين عند منع الوصول إلى المواقع. وفقا للمادة 19 «يمكن حظر نشر المنشورات التي تحرض على كراهية النظام السياسي والتعدي على الدين الرسمي للدولة وخرق الأخلاق...» ووفقا لمراسل بلا حدود فإن أكثر من 1000 موقع إلكتروني حظر أو تم إيقافه. يشمل ذلك مواقع حقوق الإنسان والمدونات والمنتديات الإلكترونية وصفحات وسائل التواصل الاجتماعي.

## سجن الصحفيون
سجن العديد من الصحفيين في ظل أسباب تعسفية وتصاعدت الاعتقالات خلال احتجاجات عام 2011.
في 31 أغسطس 2014 حكم على المصور أحمد حميدان بالسجن لمدة 10 سنوات بعد تغطية احتجاجات عام 2011 بتهمة الاعتداء على الشرطة.
تم اعتقال سيد أحمد الموسوي الفائز بأكثر من 100 جائزة دولية في فبراير 2014 ل«توزيع بطاقات هاتف» على أشخاص يفترض أنهم متورطون في أعمال إرهابية وتصوير مظاهرات مناهضة للحكومة. حكم بالسجن لمدة عشر سنوات في المحكمة.
تم القبض على نبيل رجب وهو مدون يرأس مركز البحرين لحقوق الإنسان دون أمر قضائي في منزله في 13 يونيو 2016.
منظمة مراسلون بلا حدود ومنظمات أخرى تقوم بحملات لإطلاق سراح الصحفيين المسجونين.